# MOXIE
MOXIE (Mars Oxygen In-Situ Resource Utilization Experiment) — марсианский эксперимент с кислородом, технологический демонстратор для проверки возможности выработки кислорода из атмосферы Марса, установленный на марсоходе «Персеверанс». Кислород потребуется в будущих пилотируемых миссиях для использования в качестве окислителя топлива и для дыхания астронавтов, для независимости миссий от поставок кислорода с Земли.
MOXIE являлся одним из многих экспериментов НАСА по использованию ресурсов на месте (ISRU) и первым, проводившимся в реальных условиях непосредственно на Марсе.
Прибор разработан под руководством Майкла Хехта в Массачусетском технологическом институте.

## Цели
Целью MOXIE является проверка возможности выработки кислорода из марсианской атмосферы, состоящей на 96 % из диоксида углерода. Проверка должна проводиться не менее 10 раз в разное время суток и разное время года при среднем атмосферном давлении 5 мм рт.ст. и средней для кратера «Езеро» температуре 0 °C. Предполагается выработка до 10 грамм кислорода в час с чистотой 98 %. В случае успеха эксперимента появится возможность создания крупной установки с небольшой электростанцией, которая сможет вырабатывать не менее двух килограммов кислорода в час для обеспечения жизнедеятельности астронавтов на Марсе.

## Устройство и принцип работы
Общая масса прибора составляет 17,1 кг, размеры — 23,9×23,9×30,9 см, энергопотребление — 300 Вт; прибор работоспособен при давлении от 2 до 12 мм рт.ст.
MOXIE извлекает кислород из атмосферы при помощи твёрдооксидного электролиза.
Цикл производства кислорода начинается с работы воздушного компрессора и противопылевых фильтров, через которые марсианский воздух попадет в компрессор. В MOXIE используется компрессор спирального типа, в котором два спиральных элемента соединены в единую систему. Задача компрессора — увеличивать давление всасываемого воздуха до земного (атмосфера Марса примерно в 210 раз более разреженная, чем земная, а среднее атмосферное давление в 700—800 раз ниже) и направлять его в блок напечатанных на 3D-принтере теплообменников. В них сжатый до плотности земной атмосферы марсианский воздух нагревается до температуры порядка 800 °C, что необходимо для электролиза твёрдых оксидов. Затем электролизные ячейки с твёрдым оксидом (состоят из оксида циркония, стабилизированного небольшим количеством скандия — материал известен как ScSZ) расщепляют углекислый газ, забирая из него один атом кислорода. Побочный продукт реакции — угарный газ — выделяется обратно в атмосферу планеты.
Высокая температура газа в теплообменниках достигается электронагревом. MOXIE потребляет энергии больше, чем вырабатывает РИТЭГ марсохода (300 Вт против 110 Вт). В целях предотвращения расплавления и корродирования соседних приборов марсохода MOXIE заключён в оболочку из алюминиевого сплава, покрытого золотом.
По оценкам разработчиков, в течение ближайших двух лет прибор проработает в общей сложности около 10 часов. Вся серия экспериментов поделена на три этапа. На первом этапе будет проверяться функционирование прибора, на втором этапе прибор будет работать в различных атмосферных условиях, например, в разное время суток и в разные сезоны. На третьем этапе будут комбинироваться режимы работы и проводиться эксперименты по работоспособности прибора при различных температурах. Состав требуемых данных связан с особенностями погоды на Марсе: значительные суточные колебания температуры, резкие перепады давления, связанные с пылевыми бурями и сменами сезонов года. Такие условия приводят к необходимости проведения испытаний в течение всего марсианского года (два земных года). Полученные данные в конечном итоге будут использоваться при проектировании и разработке будущих систем, которые будут способны генерировать кислород вне зависимости от погодных условий.

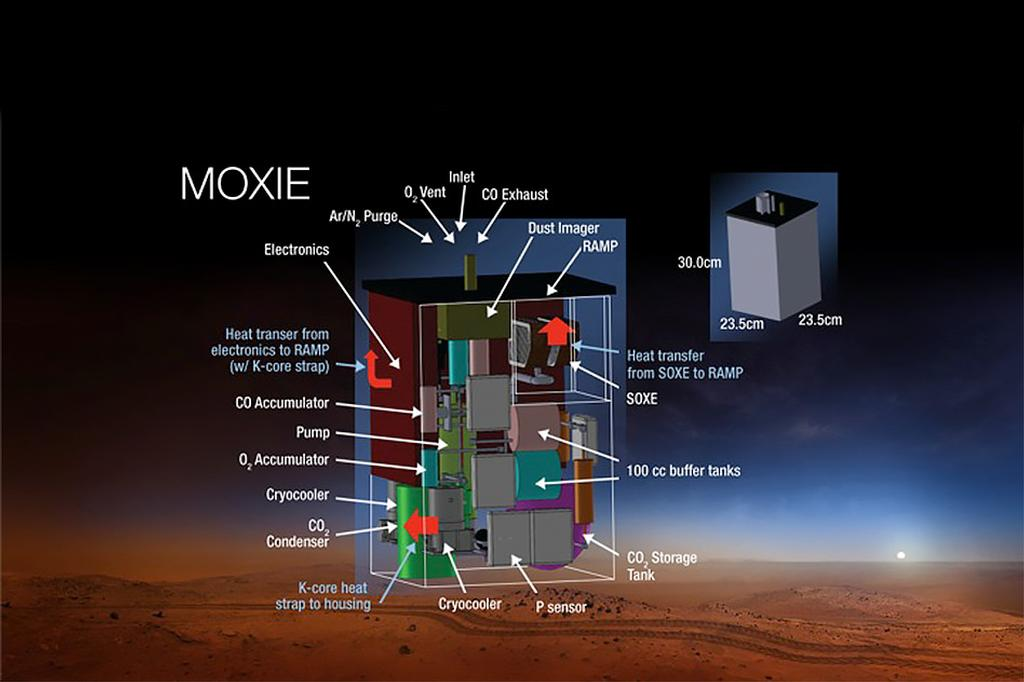
Схема MOXIE
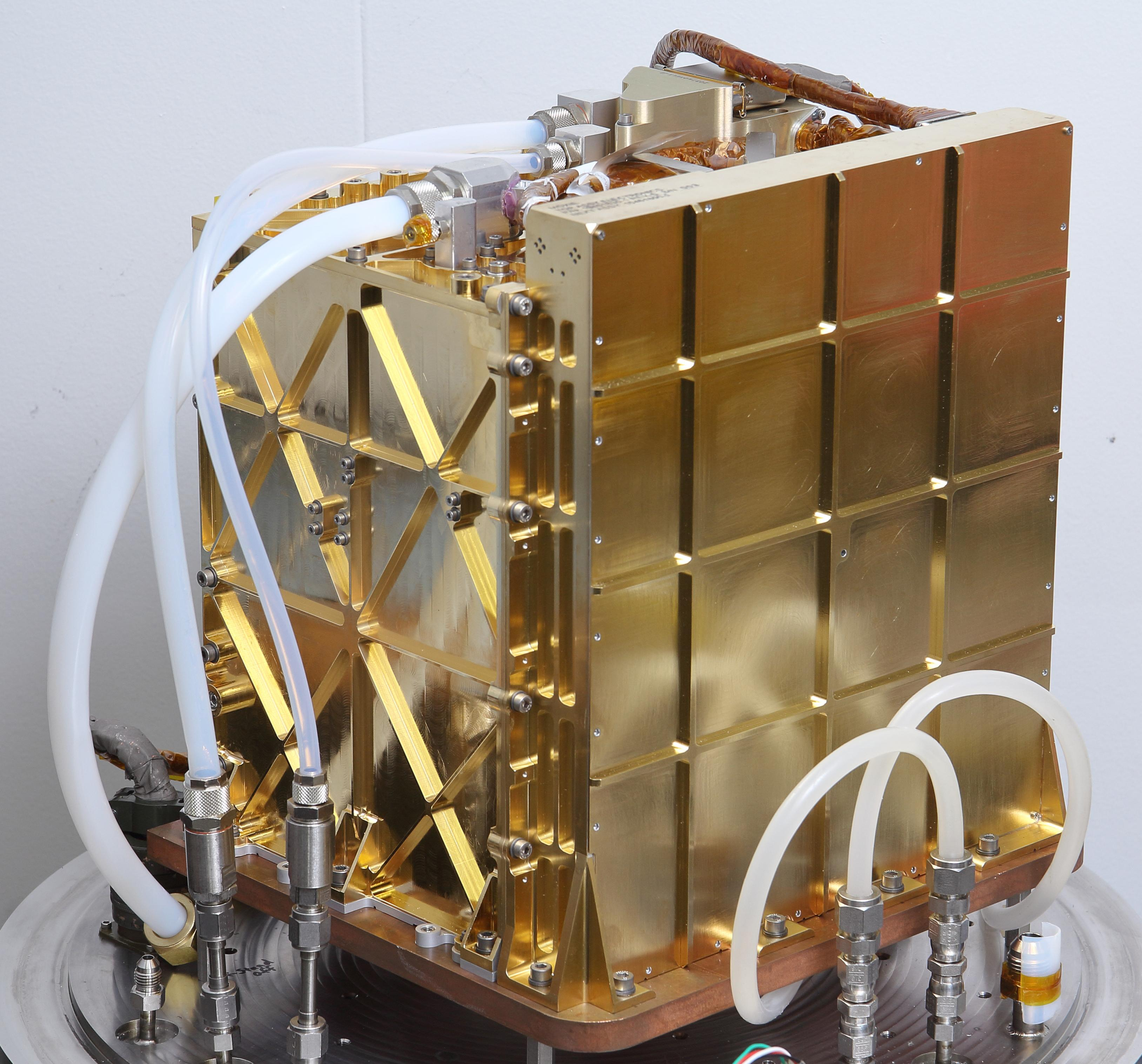
Общий вид MOXIE
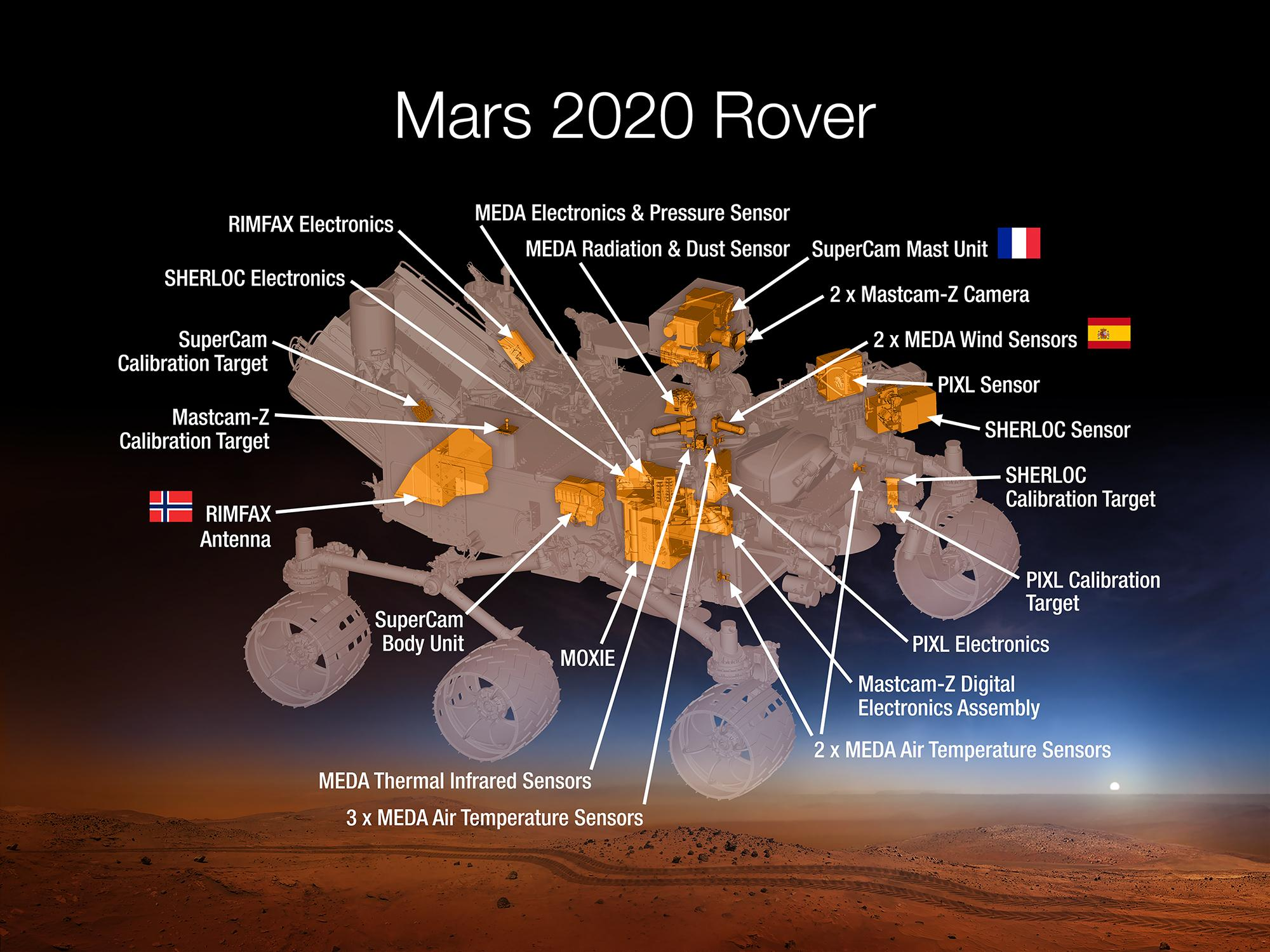
Расположение MOXIE среди научных инструментов марсохода «Персеверанс»
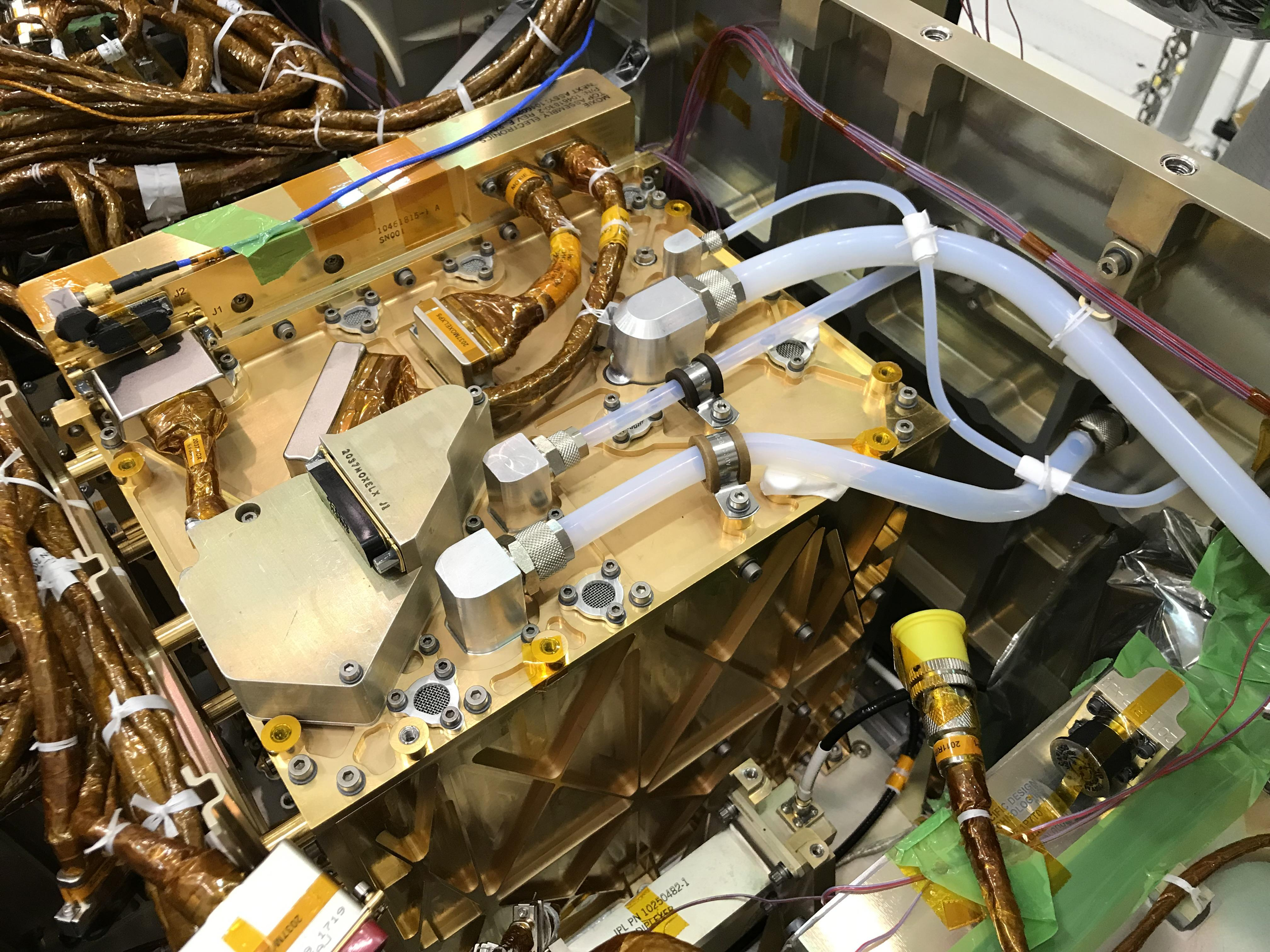
MOXIE, установленный в марсоход

## Результаты

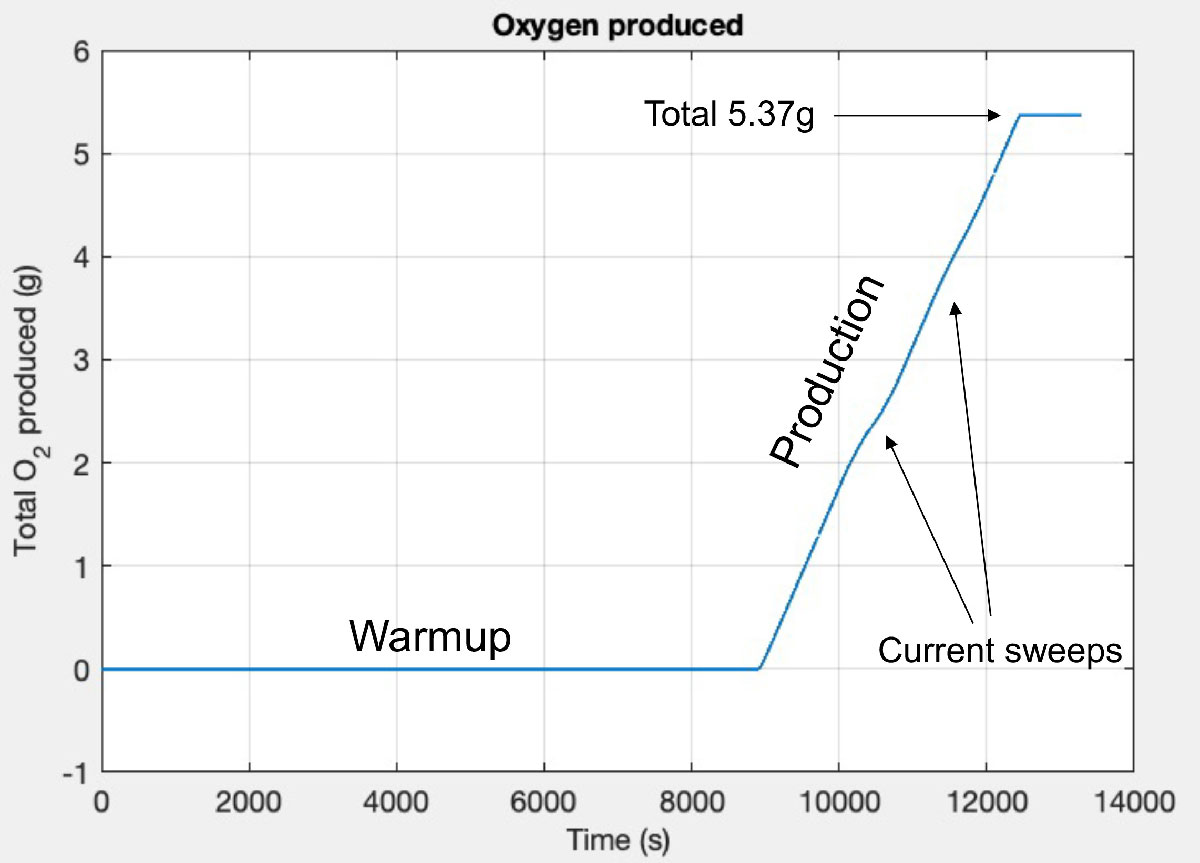
Первый тест MOXIE по производству кислорода из марсианской атмосферы, 20 апреля 2021 года

- 20 апреля 2021 года, на 60-й сол марсохода, прибор успешно провёл свой первый рабочий цикл по производству кислорода. Вначале MOXIE прогревался до нужных температур в течение двух часов, затем начал генерировать кислород с производительностью шесть грамм в час, а через некоторое время снизил темп работы для оценки своего состояния. За час работы общее количество произведенного кислорода составило 5,37 грамма, чего достаточно, чтобы обеспечить человека кислородом на десять минут[8][9].
- 31 августа 2022 года пресс-служба Массачусетского технологического института со ссылкой на руководителя проекта MOXIE Джеффри Хофмана сообщила, что MOXIE штатно отработал во все времена суток и в разных погодных условиях. Результаты работы прибора на Марсе включают период с февраля по декабрь 2021 года, за это время было проведено семь рабочих сеансов, общей продолжительностью 8,81 часа. Эксперименты подтвердили, что установка успешно вырабатывала штатный объем кислорода как днем, так и ночью, а также при высоких температурах воздуха (около минус 20 градусов Цельсия), так и при низких (минус 74 градуса Цельсия). Максимальный темп всасывания атмосферы установкой составляет 55 грамм газовой смеси в час, что дает скорость выработки кислорода в 6-8 грамм газа в час (сопоставимо с небольшим деревом; человек на Земле в состоянии покоя за такой же период потребляет около 17 граммов кислорода)[10]. В результате этого MOXIE получил около 50 грамм кислорода, причем эффективность ее работы почти не снизилась за семь включений данного прибора, что говорит о его высокой долговечности. Ученые предполагают, что прибор будет сохранять начальную скорость генерации кислорода как минимум 60 рабочих циклов на Марсе. Этот успех значительно ускорит разработку систем жизнеобеспечения для будущих марсианских колоний[11][12][13].
- К маю 2023 года прибор проработал в общей сложности 1083 минуты, произведя при этом 106 грамм кислорода и добившись скорости в 10,5 грамм кислорода в час. 6 июня MOXIE установил новый рекорд — во время пятнадцатого по счету сеанса работы, продлившегося 58 минут, прибор генерировал до 12 грамм кислорода в час[14].
- В сентябре 2023 года установка по получению кислорода из марсианской атмосферы MOXIE завершила работу на Марсе. Всего за 2,5 года работы прибор выполнил 16 включений и выработал 122 грамма молекулярного кислорода[15][16].

## Развитие проекта
Полноценный преобразователь углекислого газа в кислород, пригодный для использования человеком во время марсианской экспедиции, должен быть примерно в 100 раз больше MOXIE, производить в 200 раз больше кислорода (2-3 кг в час), работать 10 тыс. часов и весить 1000 кг. По оценкам НАСА, экипажу из 4 человек потребуется 1 тонна кислорода на 1 год для дыхания и 25 тонн кислорода в качестве окислителя ракетного топлива.